# ШОСО „Свети Сава” Београд
Школа за основно и средње образовање „Свети Сава” школа је за основно и средње образовање. Налази се у Умци, општини Чукарица у улици Милије Станојловића 30.

## Историјат
Дечји дом на Умци основан је крајем 1944. године, а у том периоду у њему су била смештена ратна сирочад и друга деца без родитељског старања, оба пола и различитих узраста од две до деведесет осам година. У школи су се деца и млади описмењавали и упућивали на даље изучавање заната. Дом се у том периоду одржавао од добровољних прилога, друштвених организација, а нарочито из АФКа из Умке и околних села. Прилози су се састојали од намирница, одећу, обуће, постељине и осталих потрепштина.
Иницијативу за оснивање школе покренули су тадашњи наставници и васпитачи, а Министарство просвете Народне Републике Србије је 14. јануара 1947. године дозволило да се Дому на Умци формира државна помоћна школа. Тада је школа званично основана и у њу су долазили учитељи и наставници који су хтели да оснују специјална одељења и школе. Васпитачи су у школи добили статус дефектолога-васпитача, а први облик радног оспособљавања реализован је у овој школи 1960. године. Уведена је служба социјалног радника како би се свако дете свеобухватније сагледавало. Школа је у том периоду имала добро опремљену медијатеку, па је постала наставна база Више педагошке школе, а касније и Дефектолошком факултету.
Школске 1947/1948. године школа је започела са радом као „Државна помоћна школа при дечјем дому на Умци”, а од 1961/1962. године наставља свој рад под називом „Специјална основна школа са интернатом Умка“. Од 1979. године школа је променила свој назив у Специјална основна школа са интернатом „4. новембар“, а 1985. године реформом школства укида се термин „специјална”, па је школа носила назив Школа за децу и омладину „4. новембар“. Током школске 1997/1998. године школа је променила име у Школа за основно и средње образовање „Свети Сава“ Умка.

## Школа данас
Од школске 2005/2006. године школа носи назив Школа за основно и средње образовање са домом „Свети Сава“ Умка. Стационирана је на мирној локацији у природном окружењу, а садржи пространо и осветљено двориште са спортским тереном. Капацитет школе је 160 ученика, а њихов смештај је домског типа и организован у складу са трајањем наставе.
Школа сарађује са центрима за социјални рад, Домом здравља „Симо Милошевић” и локалном заједницом, а у оквиру стручног тима школе укључен је и неуропсихијатар. Школа за основно и средње образовање „Свети Сава” је наставно-научна база Факултета за Факултета за специјалну едукацију и рехабилитацију. Сви објекти покривени су видео надзором, а школа поседује и мини-бус.